# José María Prada Oterino
José María Prada Oterino (Ocaña, Toledo, 31 de març de 1925 - Bilbao, Biscaia, 13 d'agost de 1978) va ser un prestigiós actor espanyol.

## Biografia
Els seus primers contactes amb el món de la interpretació van ser a través del Teatro Español Universitario mentre cursava els seus estudis de Medicina.
Després d'abandonar els seus estudis ingressa en la Companyia del Teatre Espanyol i més tard en la del María Guerrero. Comença d'aquesta manera una sòlida trajectòria teatral, plagada d'obres notables que van collir gran acceptació en els escenaris espanyols, destacant Tartufo, Soledad (1953), d'Unamuno, La fierecilla domada (1953), de Shakespeare i Medida por medida (1955), també de William Shakespeare, La casamentera (1960), de Thornton Wilder, La viuda valenciana (1960), de Lope de Vega, El jardín de los cerezos (1960), de Txèkhov, El rinoceronte (1961), d'Eugene Ionesco, El anzuelo de Fenisa (1961), de Lope de Vega, Los Palomos (1964), d'Alfonso Paso, Miles de payasos (1965), de Herb Gardner, Águila de blasón (1966), de Valle-Inclán, Amooor (1966), de Murray Schisgal, Marat-Sade (1968), de Peter Weiss –el mític muntatge dirigit per Adolfo Marsillach en el qual va encarnar el paper de Jean Paul Marat–, Romance de lobos (1970), de Valle-Inclán, El sueño de la razón (1975), d'Antonio Buero Vallejo, La carroza de plomo candente (1976), de Francisco Nieva, El adefesio (1976), de Rafael Alberti o El emperador de Asiria. També va obtenir el Premio Nacional de Teatro per la seva interpretació a Ricardo III.
En cinema debutà en 1954 amb la pel·lícula Cómicos, de Juan Antonio Bardem. Seguiria una llarga carrera, amb títols com La gran familia (1962), de Fernando Palacios, El verdugo (1963), de Luis García Berlanga, La tía Tula (1964), de Miguel Picazo, que li va valer el Premi del Cercle d'Escriptors Cinematogràfics, La caza (1965) o  Ana y los lobos (1972), ambduws de Carlos Saura.
Va ser també un rostre habitual en Televisió espanyola durant la dècada dels seixanta i setanta, amb contínues aparicions en les obres representades a Estudio 1 o Novela, a més de protagonitzar, junt amb Elena María Tejeiro, la sèrie Pili, secretaria ideal (1975), d'Enrique Martí Maqueda. La seva labor en televisió li va valer l'obtenció del Fotogramas de Plata en 1967 i el Premi Ondas en 1968.
Així mateix, a principis dels cinquanta inicia les seves activitats com a actor de doblatge, donant veu en castellà a actors com Tony Curtis a Los vikingos o Dennis Hopper a Gigante. A la fi dels seixanta va abandonar pràcticament el doblatge, encara que hi retornaria esporàdicament.

## Trajectòria a televisió
- Paisajes con figuras 
  - Francisco de Quevedo (18 de febrer de 1976)
- Pili, secretaria ideal (1975)
- Noche de teatro 		
  - Los huevos de avestruz (14 de juny de 1974)
- Ficciones 	
  - El mundo contra P.Q. (28 de setembre de 1972)
  - Viaje a otros mundos (5 d'octubre de 1972)
  - A todo riesgo (28 d'bril de 1973)
  - El guardián del signo amarillo (3 de juny de 1974)
  - El rey y la reina (17 de juny de 1974)
  - Viaje sentimental (15 de juliol de 1974)
  - Cinco en profundo (22 de juliol de 1974)
- Sospecha	
  - La escalada de la Señora Stitch (6 de juliol de 1971)
- Las tentaciones 		
  - El león emisario (15 de novembre de 1970)
- Personajes a trasluz 		
  - Otelo (16 de juny de 1970)
  - Macbeth (8 de setembre de 1970)
- Pequeño estudio 
  - El encuentro (23 d'octubre de 1969)
- Vivir para ver
  - A Las cinco de otras tardes (3 de setembre de 1969)
- Historias para no dormir 
  - El trasplante (15 de març de 1968)
- Doce cuentos y una pesadilla
  - Soñar acaso (9 de setembre de 1967)
  - Por favor, compruebe el futuro (16 de setembre de 1967)
- Teatro de siempre 
  - Volpone, el astuto (23 de febrer de 1967)
  - Ricardo III (30 de març de 1967)
  - La comedia nueva (25 de maig de 1970)
  - El misántropo (24 d'agost de 1970)
  - Hay suficiente luz en las tinieblas (8 d'octubre de 1970)
  - Ponme, ponme, ponme (29 d'octubre de 1970)
  - Los veraneantes (3 de desembre de 1970)
- Habitación 508 
  - El caballo (11 d'octubre de 1966)
  - El muerto (6 de desembre de 1966)
- Los Encuentros 		
  - Quedó grabada la voz (20 d'agost de 1966)
  - Juego escondido (5 d'agost de 1967)
  - El platillo volante (23 de setembre de 1967)
- Tiempo y hora 
  - 500 temas (24 d'octubre de 1965)
  - La juerga (30 d'octubre de 1965)
  - Partir de cero (7 de novembre de 1965)
  - La señorita Álvarez (28 de novembre de 1965)
  - El Príncipe Ernesto (5 de juny de 1966)
  - Sólo hay un motor (19 de juny de 1966)
  - Mala suerte, buena suerte (20 de novembre de 1966)
  - Cuando truena (11 de desembre de 1966)
  - Días de haber (1 de gener de 1967)
- El hombre, ese desconocido 	
  - El mago de la suerte (11 de maig de 1963)
  - Dos frente al toro (18 de maig de 1963)
  - El detenido (1 de juny de 1963)
- Estudio 1 
  - El viaje infinito (31 d'agost de 1966)
  - El momento de tu vida (21 de setembre de 1966)
  - La herida del tiempo (18 de gener de 1967)
  - Enrique IV (24 d'octubre de 1967)
  - Un mes en el campo (21 de novembre de 1967)
  - La comedia de la felicidad (2 de gener de 1968)
  - La Malquerida (27 de febrer de 1968)
  - El alcalde de Zalamea (26 de març de 1968)
  - Dulcinea (15 de abril de 1969)
  - El jardín de los cerezos (27 de maig de 1969)
  - Don Juan Tenorio (13 de novembre de 1970)
  - La gaviota (19 de maig de 1972)
  - El complejo de Filemón (31 d'agost de 1973)
  - El motín del Caine (11 de gener de 1974)
  - Las brujas de Salem (11 de maig de 1973)
  - Viaje en un trapecio (26 de maig de 1975)
  - La zorra y las uvas (16 de juny de 1975)
  - El Caballero de la mano en el pecho (13 de febrer de 1977)
  - Tres sombreros de copa (20 de abril de 1978)
- Tras la puerta cerrada 
  - Rosas de muerte (27 de novembre de 1964)
- Estudio 3 
  - 15 de març (10 d'agost de 1964)
  - La puerta que da al jardín (7 de febrer de 1965)
- Escuela de maridos (7 de desembre de 1963)
- Gran Teatro 	
  - Don Juan Tenorio (27 d'octubre de 1963)
- Novela 
  - Juana de Castilla (21 d'octubre de 1963)
  - El inspector (29 de juny de 1964)
  - Cenicienta 401 (10 de maig de 1965)
  - Usted qué hubiera hecho (15 de juny de 1965)
  - El malvado Carabel (31 de gener de 1966)
  - Tartarín de Tarascón (5 de setembre de 1966)
  - El último verano (24 d'octubre de 1966)
  - Biografía de Koch (3 de juny de 1968)
  - Silas Manner (7 de desembre de 1970)
  - El amor de Dennis Haggerty (12 de juliol de 1971)
  - La charca del diablo (25 de setembre de 1972)
- Confidencias 
  - El gafe (4 d'octubre de 1963)
  - El comando (11 d'octubre de 1963)
  - El pobre señor Tejada (7 de maig de 1964)
  - 29 de maig de 1964
  - Esto es amor (5 de juny de 1964)
  - La exposición (24 de juliol de 1964)
  - Un banco en el paseo (2 de maig de 1965)
- Teatro de familia 		
  - Detrás de la luna (18 de juny de 1963)
- Platea		
  - El borracho (22 de maig de 1963)
- Primera fila 
  - Esta noche es la víspera (10 de maig de 1963)
  - La pradera de San Isidro (24 de maig de 1963)
  - Y amargaba (7 de juny de 1963)
  - La señorita de Trevélez (25 de juliol de 1963)
  - Siegfrief (1 de juliol de 1964)
  - La bella desconocida (26 d'agost de 1964)
  - Ninotchka (25 de maig de 1965)
  - Si me han de matar mañana (5 de juny de 1965)
  - Volpane (21 de juliol de 1965)

## Reconeixements
Cercle d'Escriptors Cinematogràfics
| Any  | Categoria                   | Pel·lícules | Resultat  |
| ---- | --------------------------- | ----------- | --------- |
| 1964 | Millor actor de repartiment | La tía Tula | Guanyador |

- Premi Sant Jordi 1967 a la millor interpretació per La caça.
- Fotogramas de Plata 1968 al millor intèrpret de televisió.
- Premi de Televisió 1968 al millor actor